# Brahui
I brahui o brohi (urdu: بروہی) sono un gruppo etnico principalmente installato a Kalat, in Pakistan. Se ne trovano anche comunità più piccole in Afghanistan e in Iran. Sono strettamente imparentati con i beluci, con i quali condividono numerose caratteristiche culturali, ma, a differenza di questi, parlano il brahui, una lingua dravidica. A causa dell'isolamento dalle altre lingue dravidiche e della vicinanza geografica con i beluci, in questa lingua sono numerosi i termini presi in prestito dal beluci. Tale lingua è scritta con un alfabeto arabo-persiano. I brahui si trovano nella regione di Merv in Turkmenistan, nella regione di Zahedan e Zabol nella provincia del Sistan e Baluchistan in Iran, nel sud dell'Afghanistan e nelle province pakistane di Sindh e Belucistan.